# اکمینی بسی
اکمینی بسی (انگلیسی: Ekemini Bassey؛ زادهٔ ۲۲ اکتبر ۱۹۸۷) ورزشکار بابسلد و دونده اهل اتریش است.